# Paloh Teungoh
Paloh Teungoh is een bestuurslaag in het regentschap Pidie van de provincie Atjeh, Indonesië. Paloh Teungoh telt 716 inwoners (volkstelling 2010).